# نوبوهیکو ماتسوناکا
نوبوهیکو ماتسوناکا (انگلیسی: Nobuhiko Matsunaka؛ زادهٔ ۲۶ دسامبر ۱۹۷۳) بازیکن بیس‌بال اهل ژاپن است.
وی در مسابقات کشوری و بین‌المللی در مجموع برندهٔ ۱ مدال طلا، ۳ مدال نقره شده‌است.